# Associació de Municipis per la Independència

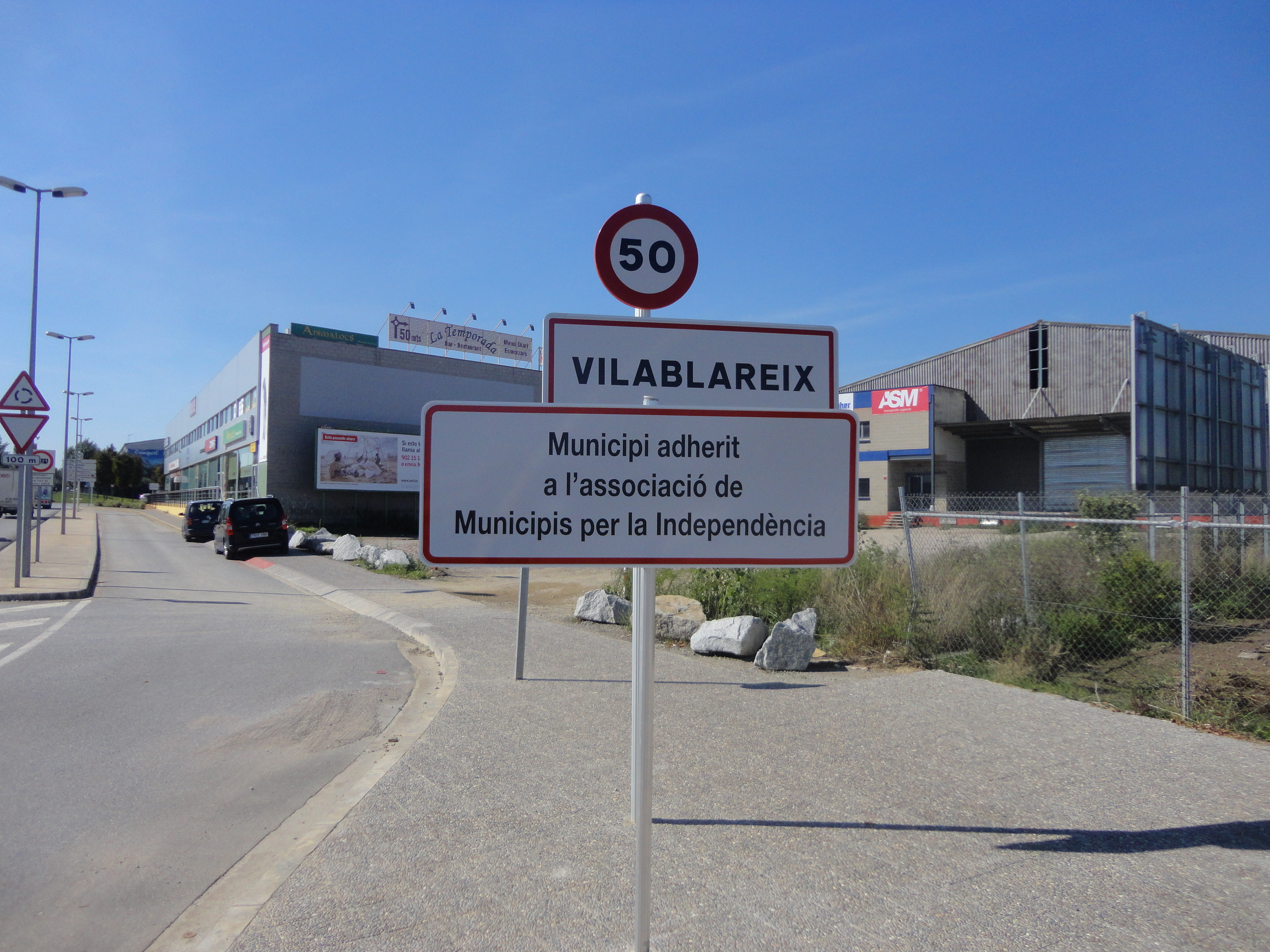
Entrée de Vilablareix avec une indication d'appartenance à l'AMI

L'Associació de Municipis per la Independència (AMI) (en français: Association de communes pour l'indépendance) est une organisation qui regroupe les collectivités locales qui souhaitent défendre les droits nationaux de la Catalogne, et qui a pour objectif de promouvoir l'exercice du droit à l'autodétermination. L'organisme a été officiellement constitué à Vic le 14 décembre 2011. 

## Histoire
L'association a été fondée le 8 septembre 2011 par la séance plénière d'Arenys de Munt à cause de la proposition du maire de Vic, Josep Maria Vila d'Abadal, du parti Convergència i Unió (CiU). À Arenys de Munt cette proposition a obtenu l'approbation du gouvernement municipal (CUP et CiU) et d'ERC, pendant que les partis espagnols se sont abstenus ou se sont opposés: le Parti socialiste catalan s'est abstenu et le Parti populaire de Catalogne a voté contre. Ensuite, la séance plénière municipale de Vic a approuvé la proposition, le 12 septembre 2011, avec le vote positif de CiU, ERC, CUP, ICV et SI, l'abstention des socialistes et l'opposition de PxC.
Le projet a surgi comme résultat des Référendums sur l'indépendance catalane en 2009-2011, iniciés à Arenys de Munt le 13 septembre 2009, et le mouvement institutionnel de déclarations de municipalités moralement exclues de la Constitution espagnole, lequel a réussi à recueillir 12 % des municipalités de Catalogne, apparu comme réaction contre les réductions du Tribunal constitutionnel sur le statut d'autonomie démocratiquement ratifié en 2006 par le 35,77 % des électeurs en Catalogne. Dès lors, les maires de Vic, Josep Maria Vila d'Abidal et celui d'El Port de la Selva, Josep Maria Cervera, ont été les principaux promoteurs.
L'association a été officiellement constituée à Vic le 14 décembre 2011 avec l'approbation correspondante des statuts par les maires de 156 municipalités qui ont assisté à la réunion.
La commission exécutive s'est réunie pour la première fois le 25 janvier 2012 pour fixer le calendrier des actions et pour définir la stratégie à suivre les mois suivants.
Le 10 mai 2012 la polémique a éclaté quand le ministère de l'Aménagement du territoire et du Développement durable (Conselleria de Territori i Sostenibilitat) de la Generalitat de Catalogne a envoyé une sommation à la municipalité de Vilablareix (province de Gérone) pour qu'elle enlève le plus tôt possible l'écriteau à l'entrée du village qui indiquait que la municipalité était adhérente de l'Association des municipalités pour l'indépendance. Le ministère, dirigé par Lluís Miquel Recoder, argumentait que les panneaux avec les noms des villages appartenait à la Generalitat. En réponse, le maire, David Mascort (ERC), n'a pas cédé à ces exigences et a sollicité la protection et le soutien des autres municipalités de l'Association, en même temps qu'il demandait à ses collègues d'afficher une indication d'appartenance à l'Association sous le panneau de l'entrée des communes.
Lors de l'assemblée générale du 7 juillet de Gérone, il a été décidé que les organismes sous-municipaux puissent adhérer à l'Association : consortiums, organismes municipales décentralisés, fédérations, districts, etc. 
Le 10 juillet 2012 l'association s'est réunie officiellement avec Òmnium Cultural. Les deux associations se sont mis d'accord pour travailler ensemble pour la même cause : obtenir le support nécessaire pour faire un référendum populaire pour refléter la volonté des Catalans de créer un état.

## Les collectivités adhérentes
Le nombre de communes adhérentes n'a cessé de croître, regroupant semaine après semaine de plus en plus de collectivités, avec un poids de plus en plus important sur l'ensemble du territoire. La continuité du mouvement permet de connecter Portbou au Alt Empordà avec Alcanar au Montsià. Aujourd'hui, l'association regroupe 715 communes, deux députations provinciales (sur 4), 30 conseils de comarques (sur 41), 6 collectivités locales décentralisées et 1 consortium.

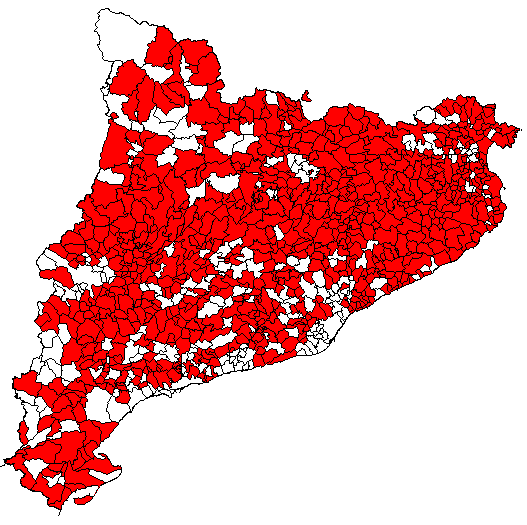
Communes adhérentes (15/07/2015)
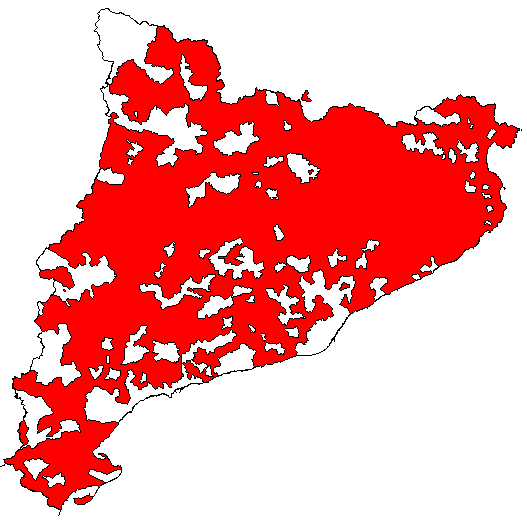
Territoire adhérent[1] (15/07/2015)
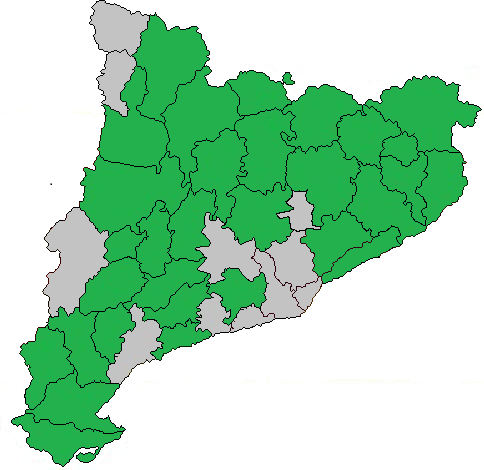
Conseils de comarques adhérents (13/06/2015)
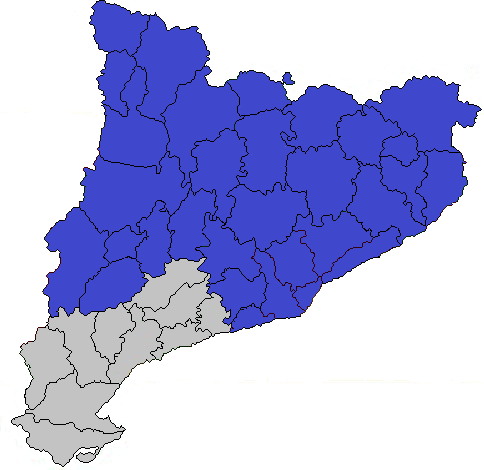
Députations provinciales adhérentes (19/03/2013)
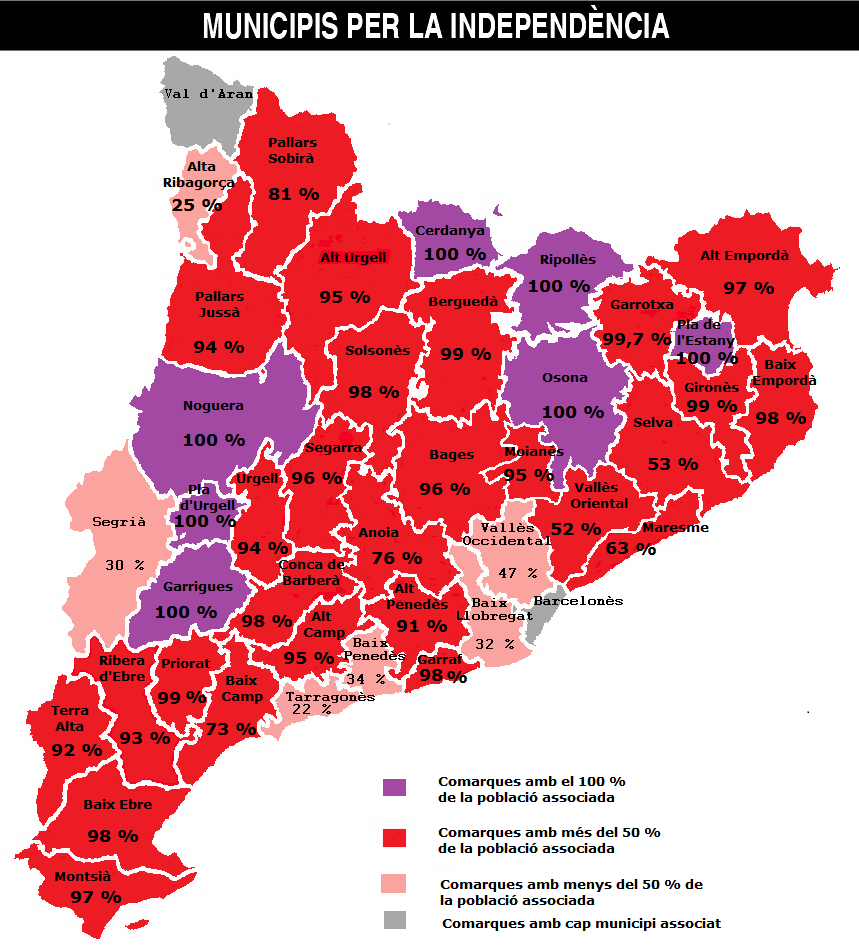
Pourcentages de population adhérente par région (15/07/2015)